# Baltic Cup 2014
Der Baltic Cup 2014 für Fußballnationalteams fand zwischen dem 29. und 31. Mai 2014 in Lettland statt. Es war die insgesamt 45. Austragung des Turniers der Baltischen Länder seit der Erstaustragung im Jahr 1928. Er gilt damit als das älteste noch ausgetragene internationale Fußballturnier für Nationalmannschaften in Europa.
Neben den Nationalmannschaften aus den drei baltischen Staaten Estland, Lettland und Litauen nahm zum zweiten Mal nach 2012 auch die finnische Nationalmannschaft am Turnier teil. Das Turnier wurde in zwei Halbfinals, einem Spiel um den dritten Platz und einem Finale ausgespielt. Titelverteidiger war die lettische Nationalmannschaft, die vor dem Turnier mit 21 Siegen zugleich Rekordsieger dieses Wettbewerbs war.
Ausgetragen wurden die Spiele in Liepāja (Daugava-Stadion) und in Ventspils (Olimpiskais Centrs Ventspils). Gastgeber Lettland spielte sein Halbfinale in Liepāja gegen die estnische Auswahl aus, Finnland spielte gegen Litauen in Ventspils. Gastgeber Lettland zog durch einen Sieg im Elfmeterschießen gegen Estland ins Finale ein. Die Litauische Nationalmannschaft gewann ihr Halbfinalspiel gegen Finnland durch ein Tor von Arvydas Novikovas in der regulären Spielzeit mit 1:0. Finnland sicherte sich den dritten Platz durch einen Sieg über Estland. Lettland gewann das Finale gegen Litauen durch ein Tor des Verteidigers Nauris Bulvītis und verteidigte damit den Titel aus dem Jahr 2012 erfolgreich. Es war der insgesamt 22. Titelgewinn Lettlands bei diesem Wettbewerb.

## Gesamtübersicht

### Halbfinale
|                           |   |         |                |
| 29. Mai 2014 in Ventspils |   |         |                |
| Finnland                  | – | Litauen | 0:1            |
| 29. Mai 2014 in Liepāja   |   |         |                |
| Lettland                  | – | Estland | 0:0, 4:2 i. E. |

### Spiel um Platz 3
|                           |   |         |     |
| 31. Mai 2014 in Ventspils |   |         |     |
| Finnland                  | – | Estland | 2:0 |

### Finale
|                         |   |         |     |
| 31. Mai 2014 in Liepāja |   |         |     |
| Lettland                | – | Litauen | 1:0 |

## Halbfinalspiele

### Finnland gegen Litauen
| Finnland                                                 | Finnland | Litauen | Litauen |
| -------------------------------------------------------- | --- | --- | ------- |
| Finnland                                                 | \| Halbfinale 1 \| \| 29. Mai 2014 in Ventspils (Olimpiskais Centrs Ventspils) \| \| Ergebnis: 0:1 (0:1) \| \| Zuschauer: 631 \| \| Schiedsrichter: Vadims Direktorenko ( Lettland) \| \| Spielbericht \|                                                                                                | \| Halbfinale 1 \| \| 29. Mai 2014 in Ventspils (Olimpiskais Centrs Ventspils) \| \| Ergebnis: 0:1 (0:1) \| \| Zuschauer: 631 \| \| Schiedsrichter: Vadims Direktorenko ( Lettland) \| \| Spielbericht \| | Litauen |
| Finnland                                                 | Niki Mäenpää – Tero Mäntylä, Niklas Moisander (68. Juhani Ojala), Jukka Raitala, Jarkko Hurme – Tim Sparv, Roman Eremenko (46. Eero Markkanen), Alexander Ring (68. Mika Väyrynen), Përparim Hetemaj – Teemu Pukki (46. Petteri Forsell), Riku Riski (73. Joel Pohjanpalo) Cheftrainer: Mixu Paatelainen | Giedrius Arlauskis – Tadas Kijanskas , Valdemar Borovskij, Egidijus Vaitkūnas, Ramūnas Radavičius – Karolis Chvedukas (90. +1 Simonas Stankevičius), Arvydas Novikovas, Fiodor Černych (86. Linas Pilibaitis) Artūras Žulpa, Vytautas Lukša – Saulius Mikoliūnas (70. Lukas Spalvis) Cheftrainer: Igoris Pankratjevas | Litauen |
| Finnland                                                 | 0:1 Arvydas Novikovas (42.) | | Litauen |
| Finnland                                                 | Mika Väyrynen (78.) | Valdemar Borovskij (53.), Artūras Žulpa (55.), Giedrius Arlauskis (80.) | Litauen |
| Halbfinale 1                                             | | |         |
| 29. Mai 2014 in Ventspils (Olimpiskais Centrs Ventspils) | | |         |
| Ergebnis: 0:1 (0:1)                                      | | |         |
| Zuschauer: 631                                           | | |         |
| Schiedsrichter: Vadims Direktorenko ( Lettland)          | | |         |
| Spielbericht                                             | | |         |

### Lettland gegen Estland
| Lettland                                  | Lettland | Estland | Estland |
| ----------------------------------------- | --- | --- | ------- |
| Lettland                                  | \| Halbfinale 2 \| \| 29. Mai 2014 in Liepāja (Daugava-Stadion) \| \| Ergebnis: 0:0 (0:0), 4:2 i. E. \| \| Zuschauer: 2.115 \| \| Schiedsrichter: Sergejus Slyva ( Litauen) \| \| Spielbericht \| | \| Halbfinale 2 \| \| 29. Mai 2014 in Liepāja (Daugava-Stadion) \| \| Ergebnis: 0:0 (0:0), 4:2 i. E. \| \| Zuschauer: 2.115 \| \| Schiedsrichter: Sergejus Slyva ( Litauen) \| \| Spielbericht \| | Estland |
| Lettland                                  | Andris Vaņins – Kaspars Gorkšs , Nauris Bulvītis, Oļegs Timofejevs, Antons Kurakins – Artis Lazdiņš, Aleksandrs Fertovs, Andrejs Kovaļovs (78. Visvaldis Ignatāns), Artūrs Zjuzins, Ritvars Rugins (65. Aleksejs Višņakovs) – Māris Verpakovskis (12. Edgars Gauračs, 90. Oļegs Laizāns) Cheftrainer: Marians Pahars | Sergei Pareiko – Taijo Teniste, Ragnar Klavan , Taavi Rähn (46. Alo Bärengrub), Enar Jääger (81. Ken Kallaste) – Konstantin Vassiljev, Sander Puri (46. Siim Luts), Karol Mets, Sergei Zenjov (36. Gert Kams), Ilja Antonow (71. Martin Vunk) – Henri Anier Cheftrainer: Magnus Pehrsson ( Schweden) | Estland |
| Lettland                                  | Edgars Gauračs (75.) | Henri Anier (11.), Karol Mets (88.) | Estland |
| Halbfinale 2                              | | |         |
| 29. Mai 2014 in Liepāja (Daugava-Stadion) | | |         |
| Ergebnis: 0:0 (0:0), 4:2 i. E.            | | |         |
| Zuschauer: 2.115                          | | |         |
| Schiedsrichter: Sergejus Slyva ( Litauen) | | |         |
| Spielbericht                              | | |         |

## Spiel um Platz 3
| Finnland                                                 | Finnland | Estland | Estland |
| -------------------------------------------------------- | --- | --- | ------- |
| Finnland                                                 | \| Spiel um Platz 3 \| \| 31. Mai 2014 in Ventspils (Olimpiskais Centrs Ventspils) \| \| Ergebnis: 2:0 (0:0) \| \| Zuschauer: 830 \| \| Schiedsrichter: Aleksandrs Anufrijevs ( Lettland) \| \| Spielbericht \|                                                                       | \| Spiel um Platz 3 \| \| 31. Mai 2014 in Ventspils (Olimpiskais Centrs Ventspils) \| \| Ergebnis: 2:0 (0:0) \| \| Zuschauer: 830 \| \| Schiedsrichter: Aleksandrs Anufrijevs ( Lettland) \| \| Spielbericht \|                                                            | Estland |
| Finnland                                                 | Lukáš Hrádecký – Juhani Ojala, Niklas Moisander , Joona Toivio (63. Valtteri Moren), Jarkko Hurme – Roman Eremenko, Tim Sparv, Joni Kauko, Përparim Hetemaj (87. Sakari Mattila) – Teemu Pukki (73. Alexander Ring), Joel Pohjanpalo (89. Erfan Zeneli) Cheftrainer: Mixu Paatelainen | Pavel Londak – Gert Kams (84. Taijo Teniste), Alo Bärengrub , Artjom Artjunin, Ken Kallaste – Igor Subbotin (72. Tihhon Šišov), Eino Puri (72. Ilja Antonow), Martin Vunk, Siim Luts – Albert Prosa, Sander Post (84. Karol Mets) Cheftrainer: Magnus Pehrsson ( Schweden) | Estland |
| Finnland                                                 | 1:0 Perparim Hetemaj (49.) 2:0 Valtteri Moren (88.) | | Estland |
| Finnland                                                 | Siim Luts (62.) | | Estland |
| Spiel um Platz 3                                         | | |         |
| 31. Mai 2014 in Ventspils (Olimpiskais Centrs Ventspils) | | |         |
| Ergebnis: 2:0 (0:0)                                      | | |         |
| Zuschauer: 830                                           | | |         |
| Schiedsrichter: Aleksandrs Anufrijevs ( Lettland)        | | |         |
| Spielbericht                                             | | |         |

## Finale
| Lettland                                  | Lettland | Litauen | Litauen |
| ----------------------------------------- | --- | --- | ------- |
| Lettland                                  | \| Finale \| \| 31. Mai 2014 in Liepāja (Daugava-Stadion) \| \| Ergebnis: 1:0 (1:0) \| \| Zuschauer: 2.300 \| \| Schiedsrichter: Kristo Tohver ( Estland) \| \| Spielbericht \| | \| Finale \| \| 31. Mai 2014 in Liepāja (Daugava-Stadion) \| \| Ergebnis: 1:0 (1:0) \| \| Zuschauer: 2.300 \| \| Schiedsrichter: Kristo Tohver ( Estland) \| \| Spielbericht \| | Litauen |
| Lettland                                  | Andris Vaņins – Kaspars Dubra, Nauris Bulvītis, Kaspars Gorkšs , Vitālijs Maksimenko (58. Antons Kurakins) – Andrejs Kovaļovs (85. Oļegs Timofejevs), Aleksandrs Fertovs (64. Ritvars Rugins), Artis Lazdiņš, Artūrs Zjuzins (79. Jurijs Žigajevs), Oļegs Laizāns – Edgars Gauračs (41. Valerijs Šabala), Valerijs Šabala (90.+4 Gints Freimanis) Cheftrainer: Marians Pahars | Giedrius Arlauskis – Egidijus Vaitkūnas (60. Ramūnas Radavičius), Georgas Freidgeimas, Tadas Kijanskas (46. Saulius Mikoliūnas), Valdemar Borovskij – Vytautas Lukša, Artūras Žulpa, Arvydas Novikovas, Karolis Chvedukas, Fiodor Černych – Lukas Spalvis (75. Simonas Stankevičius) Cheftrainer: Igoris Pankratjevas | Litauen |
| Lettland                                  | 1:0 Nauris Bulvītis (6.) | | Litauen |
| Lettland                                  | Nauris Bulvītis (78.), Artis Lazdiņš (90.+1), Valerijs Šabala (90.+4) | Georgas Freidgeimas (80.) | Litauen |
| Finale                                    | | |         |
| 31. Mai 2014 in Liepāja (Daugava-Stadion) | | |         |
| Ergebnis: 1:0 (1:0)                       | | |         |
| Zuschauer: 2.300                          | | |         |
| Schiedsrichter: Kristo Tohver ( Estland)  | | |         |
| Spielbericht                              | | |         |